# Emma Weberg
Emma Weberg, född 30 oktober 1989 är en svensk brottare från Falköping.
Under perioden 2004-2006 har hon erövrat en guldmedalj i Nordiska Mästerskapen (KvU) och två guldmedaljer i Svenska Mästerskapen (KvU). Två SM-silver (Kv och KvJ) och ett SM-brons (KvU). 2006 blev hon också europamästare i ungdomsgruppen. Emma vann guld i junior-EM 2007. 2007 tog hon också brons i junior-VM i 67 kg-klassen. År 2008 tog hon återigen brons i juniorvärldmästerskapet, då i 72-klassen.
Året efter, 2009 åter igen ett brons i juniorvärldsmästerskap. Som senior finns en femte plats (2010) och en tredjeplats (2011) på Europamästerskapen.